# Parapiptadenia excelsa
Parapiptadenia excelsa är en ärtväxtart som först beskrevs av August Heinrich Rudolf Grisebach, och fick sitt nu gällande namn av Arturo Erhardo Erardo Burkart. Parapiptadenia excelsa ingår i släktet Parapiptadenia och familjen ärtväxter. Inga underarter finns listade i Catalogue of Life.